# Sophie Monk
Sophie Monk (właśc. Sophie Charlene Akland Monk, ur. 14 grudnia 1979) – australijska aktorka i piosenkarka.
W roku 2003 nagrała pierwszy solowy album Calendar Girl, z którego pochodzą promujące płytę utwory „Inside Outside” oraz „Get The Music On”. Można ją również zobaczyć w teledysku do piosenki „Always” zespołu Blink 182.
Zagrała m.in. w filmach takich jak Komedia romantyczna (Date Movie), Klik: I robisz, co chcesz (Click), Historia Natalie Wood (Mystery of Natalie Wood), Sex and Death 101 czy Spring Breakdown.
W Wigilię Bożego Narodzenia 2006 roku zaręczyła się z gitarzystą zespołu Good Charlotte Benjim Maddenem, lecz następnie rozstała się z nim.